# Francesco Carafa della Spina di Traetto
Francesco Carafa della Spina di Traetto (Nápoles, 29 de abril de 1722 - Roma, 20 de setembro de 1818) foi um cardeal do século XVIII e XIX

## Biografia
Nasceu em Nápoles em 29 de abril de 1722. De uma das principais famílias da nobreza napolitana. O mais velho dos dez filhos de Adriano Antonio Carafa della Spina, conde palatino, primeiro duque de Traetto, e da princesa Maria Vittoria Teresa Borghese, dos príncipes de Sulmona. Os outros irmãos eram Andrea, Antonio, Marco Antonio, Giovanni Maria, três meninas que eram freiras em S. Croce di Luca e duas crianças que morreram jovens. Parente do Papa Paulo IV por parte de pai; e ao Papa Paulo V por parte de mãe. Tio-avô do cardeal Domenico Carafa della Spina di Traetto (1844). Outros cardeais da família foram Filippo Carafa (1378); Oliviero Carafa (1467); Carlo Carafa (1555); Diomede Carafa (1555); Alfonso Carafa (1557); Antonio Carafa (1568); Decio Carafa (1611); Pier Luigi Carafa, sênior (1645); Carlo Carafa della Spina (1664); Fortunato Ilario Carafa della Spina (1686); e Marino Carafa do Belvedere (1801). Ele também está listado apenas como Francesco Carafa; e seu sobrenome como Carafa di Traetto; e como Carafa di Trajetto.
Completou seus estudos secundários em Nápoles; depois, foi para Roma em 1744 para estudar na Universidade La Sapienza, em Roma, onde obteve o doutorado in utroque iure, direito canônico e civil, em 22 de março de 1747.
Camareiro particular supernumerário em março de 1745. Ingressou na prelatura romana como protonotário apostólico participante, em 6 de abril de 1745; e referendo dos Tribunais da Assinatura Apostólica de Justiça e da Graça, 20 de abril de 1747. Vice-legado na cidade de Ferrara, de maio de 1748 a janeiro de 1754. Retornou a Roma e foi nomeado relator da SC da Sagrada Consulta, Dezembro de 1753. Prelado da SC da Imunidade Eclesiástica, agosto de 1754. Relator da SC da Propaganda Fide. Governador de Città di Castello, 1758-1760. Depois que o papa decidiu nomeá-lo núncio em Veneza, ele recebeu o subdiaconado em 22 de dezembro de 1759; e o diaconato em 13 de janeiro de 1760. Ordenado em 27 de janeiro de 1760.
Eleito arcebispo titular de Patras, em 28 de janeiro de 1760. Nomeado núncio em Veneza, em 29 de janeiro de 1760; chegou a Veneza no dia 3 de setembro seguinte; teve sua primeira audiência oficial em 15 de abril de 1761; ocupou o cargo até dezembro de 1766; voltou a Roma no final daquele mês. Consagração episcopal em 16 de fevereiro de 1760, palácio Quirinale, Roma, pelo Papa Clemente XIII, auxiliado por Filippo Caucci, patriarca titular de Constantinopla, e por Giuseppe Locatelli, arcebispo titular de Cartago. Na mesma cerimônia foram consagrados Antonio Eugenio Visconti, arcebispo titular de Efeso, futuro cardeal; e Pietro Colonna Pamphili, arcebispo titular de Colossos, também futuro cardeal. Assistente do Trono Pontifício, 20 de fevereiro de 1760. Secretário da SC dos Bispos e Regulares, dezembro de 1766 até sua promoção ao cardinalato. Sob o novo papa, ele assumiu uma posição decididamente anti jesuíta, influência das intrigas e promessas do embaixador espanhol José Moñino y Redondo, futuro conde de Floridablanca, que o lisonjeou com presentes e favores e a promessa de pressionar o Papa Clemente XIV para sua promoção a cardinalato. O papa, agora convencido da necessidade de dissolver a Companhia de Jesus, decidiu aumentar o número de cardeais a favor dessa decisão e recebeu pedidos dos Bourbon nesse sentido. Abade-comendador de S. Maria di Nastasi, Isola, abril de 1771; e de S. Maria di Montecchio, Melfi, abril de 1772.
Criado cardeal sacerdote no consistório de 19 de abril de 1773; recebeu o chapéu vermelho em 22 de abril de 1773; e o título de S. Clemente em 26 de abril de 1773. Nomeado examinador dos bispos em direito canônico antes de 15 de maio de 1773. Após a publicação do breve papal Dominus ac Redemptor de 21 de julho de 1773, que suprimiu a Companhia de Jesus, ele foi nomeado membro da comissão encarregada da liquidação das propriedades e instituições da Sociedade, 6 de agosto de 1773. Participou do conclave de 1774-1775, que elegeu o Papa Pio VI. Prefeito da SC dos Bispos e Regulares, 29 de março de 1775 até sua morte; durante sua legação em Ferrara, não deixou de ser prefeito, mas foi substituído pelos cardeais Giovanni Costanzo Caracciolo e Francesco Saverio Zelada como pró-prefeitos. Legado em Ferrara, 1º de junho de 1778; chegou à sua legação no dia 18 de outubro seguinte; renomeado para outro triênio, 10 de janeiro de 1781; cessou em 7 de novembro de 1786; ele se beneficiou da experiência adquirida durante seus anos como vice-legado em Ferrara. Regressou a Roma no final da sua legação.
Optou pelo título de S. Lorenzo em Lucina, 15 de setembro de 1788. Cardeal protopresbítero. Em 1798, ele foi preso pelas forças militares francesas primeiro no Palazzo di Montecavallo, Roma; e depois em Civittavecchia em 10 de março, no Mosteiro dos Convertidos; finalmente, foi liberto e foi para Nápoles; e de lá embarcou para Palermo, onde recebeu a notícia da morte do Papa Pio VI e o convite para participar do conclave. O cardeal Carafa, como membro veterano do Colégio dos Cardeais, foi solicitado a aconselhar-se sobre a organização do conclave em 19 de outubro de 1799; com o cardeal Henrique Benedito Stuart, ele foi encarregado da adaptação do mosteiro de S. Giorgio em Veneza para o conclave; em 12 de novembro de 1799, com os cardeais Stuart de York e Leonardo Antonelli, foi nomeado guardião do conclave, que durou de 1º de dezembro de 1799 a 14 de março de 1800, e que elegeu o Papa Pio VII. Após a primeira restauração do governo papal em Roma, foi nomeado, em 9 de julho de 1800, membro da congregação particular para a recuperação dos bens eclesiásticos alienados durante a ocupação francesa da cidade da revolução). Visitante apostólico da Casa e Arquihospital de S. Spirito in Sassia, Roma, 12 de setembro de 1800. Em 1801, juntamente com os cardeais Filippo Carandini, Giuseppe Albani, Leonardo Antonelli, Hyacinthe Sigismond Gerdil, CRSP, Aurelio Roverella, Romoaldo Braschi-Onesti, Michele di Pietro e outros, foi nomeado para fazer parte da congregação especial para a concordata com a França. Vice-chanceler e sommistada Santa Igreja Romana, 3 de agosto de 1807 até sua morte. Optou pelo título de S. Lorenzo in Damaso, próprio do vice-chanceler, conservando em commendam o título de S. Lorenzo in Lucina, 3 de agosto de 1807. Durante a ocupação francesa de Roma, 1809-1814, refugiou-se no convento do Oratório de S. Filippo Neri Montalbaddo (ou Montelabbate) nas Marcas.
Morreu em Roma em 20 de setembro de 1818. Exposto e enterrado, temporariamente, na igreja de S. Maria em Vallicella, Roma. Mais tarde, transferido para a basílica de S. Lorenzo em Damaso, Roma, e sepultado naquela igreja. Último cardeal sobrevivente do Papa Clemente XIV.